# Pardemarín

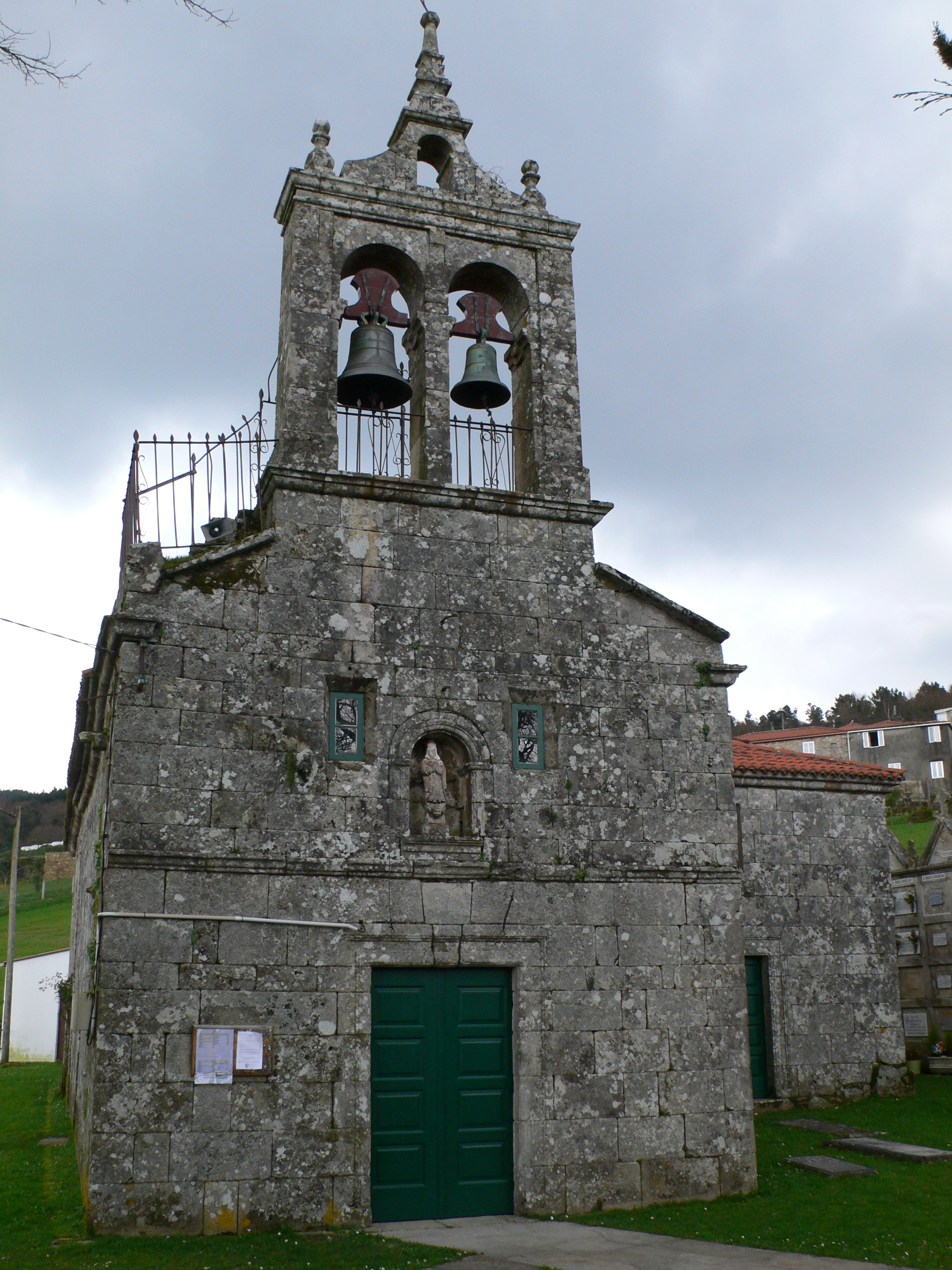
Iglesia de Santa Bahía de Pardemarín, A Estrada

Pardemarín es una parroquia del este del ayuntamiento gallego de La Estrada, en la provincia de Pontevedra, España.
Limita con las parroquias de Rivela, Vinseiro, Lamas y Olives.
En 1842 tenía una población de hecho de 224 personas. En los veinte años que van de 1986 a 2006 la población pasó de 291 a 196 personas, lo cual significó una pérdida del 32,65%.
- Datos: Q3397181
- Multimedia: Pardemarín, A Estrada / Q3397181